# Tubarão-lagartixa-do-norte
Tubarão-lagartixa-do-norte ou cação-lagartixa-do-norte (nome científico: Schroederichthys tenuis) é uma pequena espécie de tubarão-gato pertencente à família dos esciliorrinídeos (Scyliorhinidae). É encontrado na margem continental da costa do Suriname, Guiana Francesa e norte do Brasil, incluindo a foz do rio Amazonas, em profundidades entre 72 a 450 metros (240 a 1 500 pés). Pode chegar a ter 70 centímetros (28 polegadas) de comprimento.

## Etimologia
O nome vernáculo cação provavelmente foi construído com a aglutinação do verbo caçar e o sufixo -ão de agente. Foi registrado pela primeira vez no século XIII como caçon, e depois em 1376 como caçom e 1440 como caçõoes. Tubarão, por sua vez, tem origem obscura, mas pode derivar de alguma das línguas nativas do Caribe. Seu registro mais antigo ocorre em 1500, como tubaram, na Carta de Pero Vaz de Caminha, e então como tuberão, em 1721.

## Descrição
O tubarão-lagartixa-do-norte é um tubarão pequeno e alongado que cresce até um comprimento de cerca de 70 centímetros (28 polegadas). O focinho é relativamente largo e arredondado, a boca é larga e as narinas são escondidas por abas lobuladas. A segunda barbatana dorsal é maior que a primeira e o lóbulo superior da barbatana caudal é muito maior que o lóbulo inferior. A cor geral da superfície dorsal (superior) é marrom claro e há sete ou oito manchas marrom-escuras em forma de sela com uma dispersão de manchas marrom-escuras entre elas.

## Distribuição
O tubarão-lagartixa-do-norte parece ser endêmico do talude continental superior da costa do Brasil e do Suriname, incluindo o estuário do Amazonas, entre 4°N e 2°S. Também foi relatado no sudoeste do Oceano Atlântico, na costa da Patagônia, mas isso pode ter sido um caso de identificação incorreta. É uma espécie de peixe demersal e é encontrada próximo ao fundo do mar em profundidades entre 72 a 450 metros (240 a 1 500 pés).

## Biologia
O tubarão-lagartixa-do-norte se alimenta principalmente de pequenos peixes, crustáceos, moluscos e lulas. O exame do conteúdo estomacal dos exemplares capturados mostra que sua dieta também inclui foraminíferos e esponjas, e os dentículos dérmicos de outros tubarões também foram encontrados.

## Reprodução
É uma espécie ovípora. Os embriões se alimentam exclusivamente de vitelo.

## Conservação
O tubarão-lagartixa-do-norte é um tubarão pouco estudado e a União Internacional para a Conservação da Natureza (UICN / IUCN) o classificou como "menor preocupação" em sua Lista Vermelha de Espécies Ameaçadas. O tamanho e a tendência da população são desconhecidos, mas o tubarão tem alcance limitado e pode ser vulnerável à poluição nas águas do rio Amazonas. Às vezes, é capturado como captura acidental por pescadores artesanais enquanto pescam camarões e outros tubarões-gato para fins comerciais. É possível que seja cada vez mais alvo de pescadores e, se for esse o caso, a IUCN ficaria preocupada. No Brasil, em 2007, foi classificado como vulnerável na Lista de espécies de flora e fauna ameaçadas de extinção do Estado do Pará; e em 2018, a partir de estudo feito em 2012, com a rubrica de "dados insuficientes" no Livro Vermelho da Fauna Brasileira Ameaçada de Extinção do Instituto Chico Mendes de Conservação da Biodiversidade (ICMBio).
1. 1 2 3 4  Pollom, R.; Charvet, P.; Faria, V.; Herman, K.; Marcante, F.; Nunes, J.; Rincon, G. (2020). «Schroederichthys tenuis». IUCN Red List of Threatened Species. Version 2020.3. Consultado em 20 de janeiro de 2021
2. ↑  Soto, Jules M. R. (2001). «Annotated Systematic Checklist and Bibliography of the Coastal and Oceanic Fauna of Brazil. I. Sharks» (PDF). Mare Magnum. 1 (1). Itajaí, Santa Catarina. ISSN 1676-5788. Consultado em 23 de abril de 2023. Cópia arquivada (PDF) em 14 de abril de 2023
3. ↑  Cardoso, Dioneia Magnus (2011). Interação entre população pré-histórica sambaquiana e elasmobrânquios em um sítio arqueológico em Bombinhas, SC (PDF). Criciúma: Universidade do Extremo Sul Catarinense (UNESC). p. 57. Consultado em 23 de abril de 2023. Cópia arquivada (PDF) em 23 de abril de 2023
4. ↑  «Schroederichthys tenuis Springer, 1966». World Register of Marine Species (WoRMS). Consultado em 23 de abril de 2023. Cópia arquivada em 5 de abril de 2023
5. ↑  Grande Dicionário Houaiss, verbete cação
6. ↑  Grande Dicionário Houaiss, verbete tubarão
7. ↑  «Slender catshark (Schroederichthys tenuis)». Sharks of the World. Marine Species Identification Portal. Consultado em 23 de abril de 2023. Cópia arquivada em 20 de outubro de 2021
8. 1 2  «Schroederichthys tenuis Springer, 1966». FishBase. Consultado em 23 de abril de 2023. Cópia arquivada em 16 de abril de 2023
9. ↑  Extinção Zero. Está é a nossa meta (PDF). Belém: Conservação Internacional - Brasil; Museu Paraense Emílio Goeldi; Secretaria do Estado de Meio Ambiente, Governo do Estado do Pará. 2007. Consultado em 2 de maio de 2022. Cópia arquivada (PDF) em 2 de maio de 2022
10. ↑  «Livro Vermelho da Fauna Brasileira Ameaçada de Extinção» (PDF). Brasília: Instituto Chico Mendes de Conservação da Biodiversidade (ICMBio), Ministério do Meio Ambiente. 2018. Consultado em 3 de maio de 2022. Cópia arquivada (PDF) em 3 de maio de 2018
11. ↑  «Schroederichthys tenuis Springer, 1966». Sistema de Informação sobre a Biodiversidade Brasileira (SIBBr). Consultado em 23 de abril de 2023. Cópia arquivada em 23 de abril de 2023